# Scott Bradlee

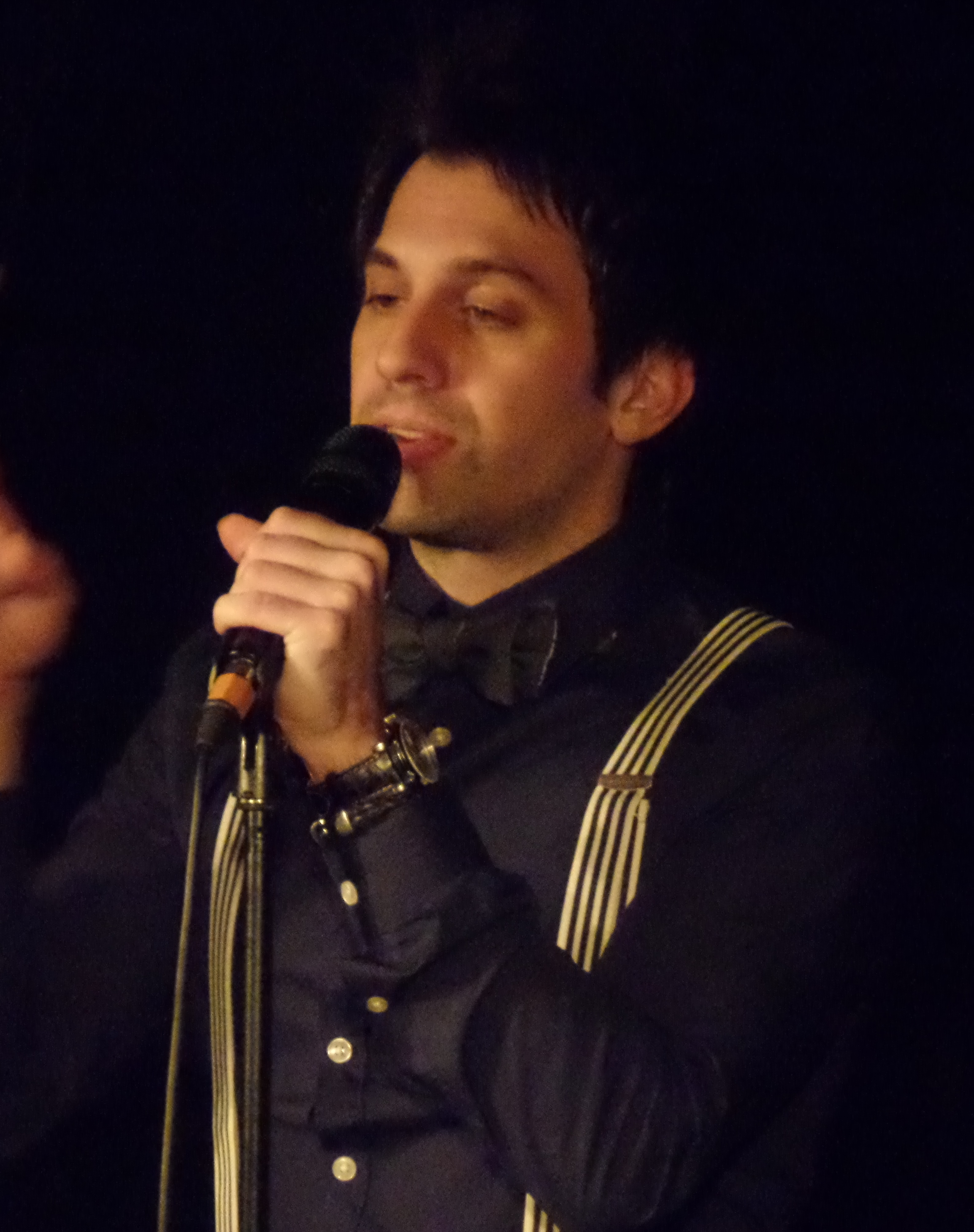
Scott Bradlee (2015)

Scott Bradlee (* 19. September 1981 in Long Island, New York) ist ein amerikanischer Jazzmusiker (Piano, Arrangement), der zunächst durch seine Videos auf YouTube und das von ihm geleitete Ensemble Postmodern Jukebox bekannt wurde.

## Leben und Wirken
Bradlee wuchs in Pattenburg, New Jersey, auf und erhielt als Kind klassischen Klavierunterricht, den er nicht wirklich mochte. Im Alter von zwölf Jahren begeisterte er sich jedoch für Jazzmusik, nachdem er George Gershwins Rhapsody in Blue gehört hatte. Nach seinem Schulabschluss auf der North Hunterton High School in Hunterton County, New Jersey, besuchte Bradlee die University of Hartford, wo er einen Abschluss in Musikmanagement machte.
Bradlee arbeitete anschließend als Pianist in den Supper-Clubs und Nachtclubs in New York City und wirkte als musikalischer Leiter des Off-Broadway-Theaterprojekts Sleep No More. 2009 veröffentlichte er die digitale Single „Hello My Ragtime ’80s“, in der er bekannte Zeilen aus 20 Pop-Hits der 1980er Jahre in ein Medley im traditionellen Ragtime-Stil verarbeitete. Dann begann er mit Live-Mashups zu experimentieren. Bei seinen wöchentlichen Auftritten im Robert Restaurant am Columbus Circle in New York City spielte er Nummern, die Elemente aus populären Liedern der Vergangenheit und der Gegenwart enthielten. Es entstand daraus das digitale Album, Mashups by Candlelight, dem eine zweite derartige Sammlung folgte.
2012 hatte Bradlee seinen ersten viralen Erfolg, als er bei YouTube A Motown Tribute to Nickelback veröffentlichte, in dem er mit einigen Musikern Titel der kanadischen Hardrockband Nickelback in Motown-Arrangements im Stil der 1960er Jahre umarbeitete. Dann spielte er mit einer wechselnden Gruppe von Musikern unter dem Namen Postmodern Jukebox zeitgenössische Popsongs in radikal andere Stilen, meist in Sessions, die mit einer einzigen Kamera in Bradlees Haus gefilmt wurden. Nachdem seine Doo-Wop-Coverversion von „We Can’t Stop“ über vier Millionen Aufrufe auf YouTube verzeichnete, wurde Bradlee zum Internet-Star, der in der Fernsehsendung Good Morning America und im National Public Radio präsentiert wurde.
Bradlee veröffentlichte mit der Postmodern Jukebox weitere digitale Alben, darunter 2014 Historical Misappropriation (das Platz drei der Jazzalbum-Charts des Billboard erreichte) und 2015 Selfies on Kodachrome. Auch begann er mit diesem Ensemble, zu dem bald Musiker wie Morgan James oder Owen Broder gehörten, auf Tournee zu gehen. 2016 veröffentlichte er bei Concord Records das Kompilationsalbum Postmodern Jukebox: The Essentials, das einige seiner beliebtesten viralen Tracks enthält, darunter „We Can’t Stop“, „All About That Bass“ und „Thrift Shop“. Im folgenden Jahr erschienen weitere Postmodern Jukebox-Veröffentlichungen, New Gramophone, Who Dis? und Fake Blues, aber auch eine Reihe von instrumentalen Karaoke-Arrangements mit dem Titel So You Think You Can Sing? Ende 2017 veröffentlichte er mit der Postmodern Jukebox The New Classics als erstes Live-Album. Im darauffolgenden Jahr erschien die Kompilation The Essentials II mit Coverversionen von Songs von Halsey, Meghan Trainor, Sia und anderen, die im Down Beat mit vier Sternen ausgezeichnet wurde.
2018 veröffentlichte Bradlee sein Buch mit dem Titel Outside the Jukebox: How I Turned My Vintage Music Obsession into My Dream Gig bei Hachette Books. Weitere Alben wie Jazz Age Thirst Trap und Throwback Clapback folgten mit Postmodern Jukebox. 2020 erschien sein Soloalbum Standards & Melodies, dem 2021 ein zweites Volume folgte. Weiterhin veröffentlichte er als Solopianist das Album Pianax: Relaxing Piano Music to Calm Your Social Media Anxiety.